# Messier 106
Messier 106 sau M106 este 0 galaxie spirală barată.